# MS World Discoverer
El MS World Discoverer fue un crucero diseñado y construido por Schichau Unterweser, Alemania Occidental, en 1974. Durante su construcción, se denominó BEWA Discoverer, el buque se terminó de construir en Bremerhaven (Alemania). El 30 de abril del año 2000, el buque chocó contra un obstáculo submarino y resultó dañado; posteriormente fue varado -para evitar su hundimiento- y abandonado en las Islas Salomón. El pecio del buque semihundido aún sigue allí y se ha convertido en una atracción turística.

## Historia

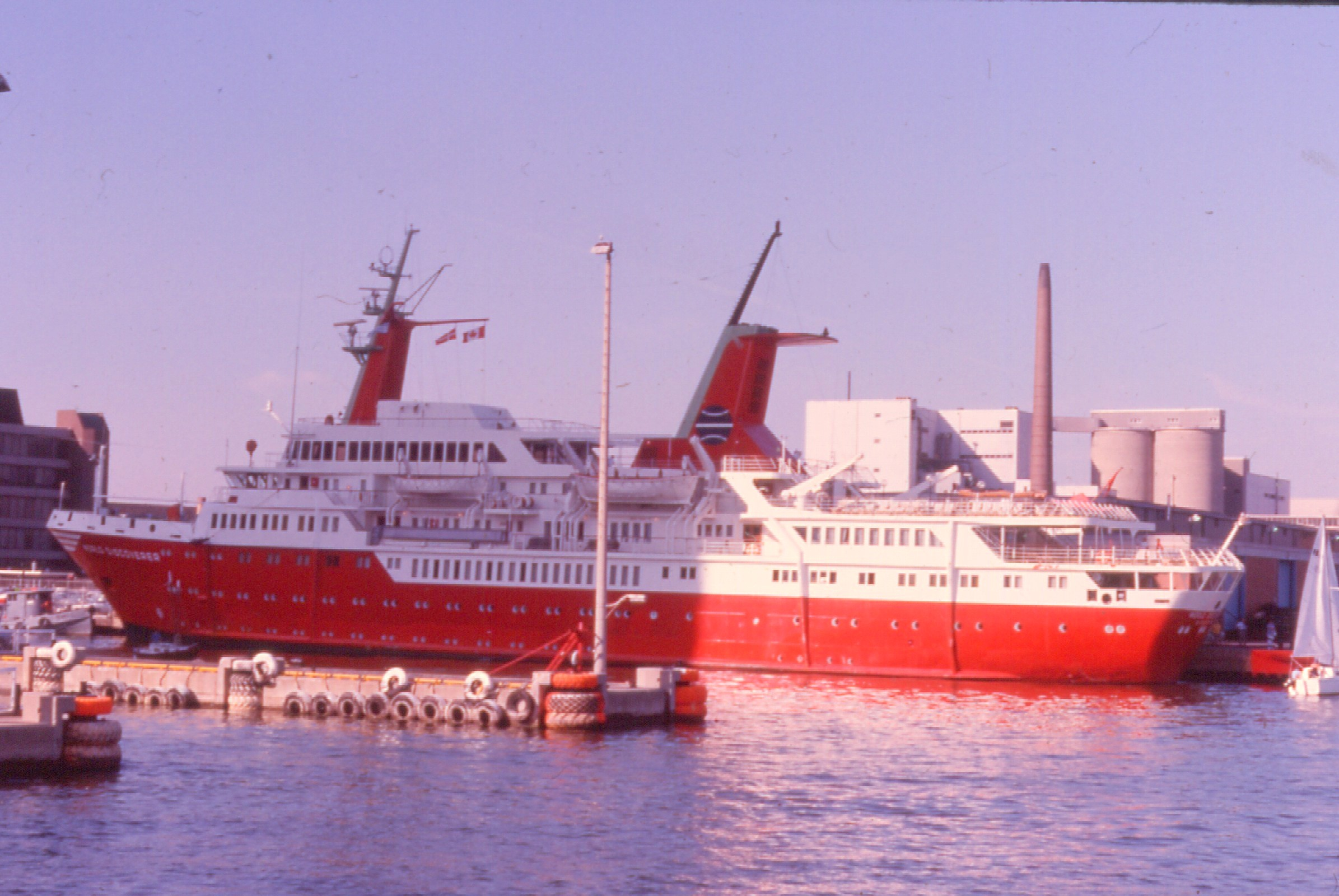
World Discoverer en 1975.

El barco se construyó originalmente como BEWA Discoverer en 1974. El barco se vendió a BEWA Cruises fuera de Dinamarca. El barco pasó a llamarse Lowell Thomas Discoverer y realizó cruceros de 7 días por los Grandes Lagos de Chicago a Montreal (y al revés) vía marítima del San Lorenzo. En julio de 1976, el buque se vendió a Adventure Cruises, Inc. y pasó a llamarse World Discoverer. También había un buque gemelo que se cree que sigue a flote. El buque también pasó a ser fletado a largo plazo a Society Expeditions. En 1976, el buque fue registrado en Singapur. 
En 1987, Society Expedition pasó a ser propiedad de otra empresa y pasó a llamarse Society Expedition Cruises, con oficinas en Seattle (Estados Unidos) y Alemania. El nuevo propietario del buque era Discoverer Reederei. En 1990, fue registrado en Liberia con el nombre de World Discoverer. El buque tenía una construcción de doble casco, lo que permitía realizar viajes periódicos a las regiones polares antárticas para que sus pasajeros pudieran observar los movimientos de los témpanos de hielo y proporcionar protección frente a impactos menores. En 1996, el buque fue renovado con el nuevo nombre de World Discoverer. El buque transportaba una flota de lanchas neumáticas que permitían a los pasajeros acercarse a los témpanos de hielo para su observación.

## Historial de servicio

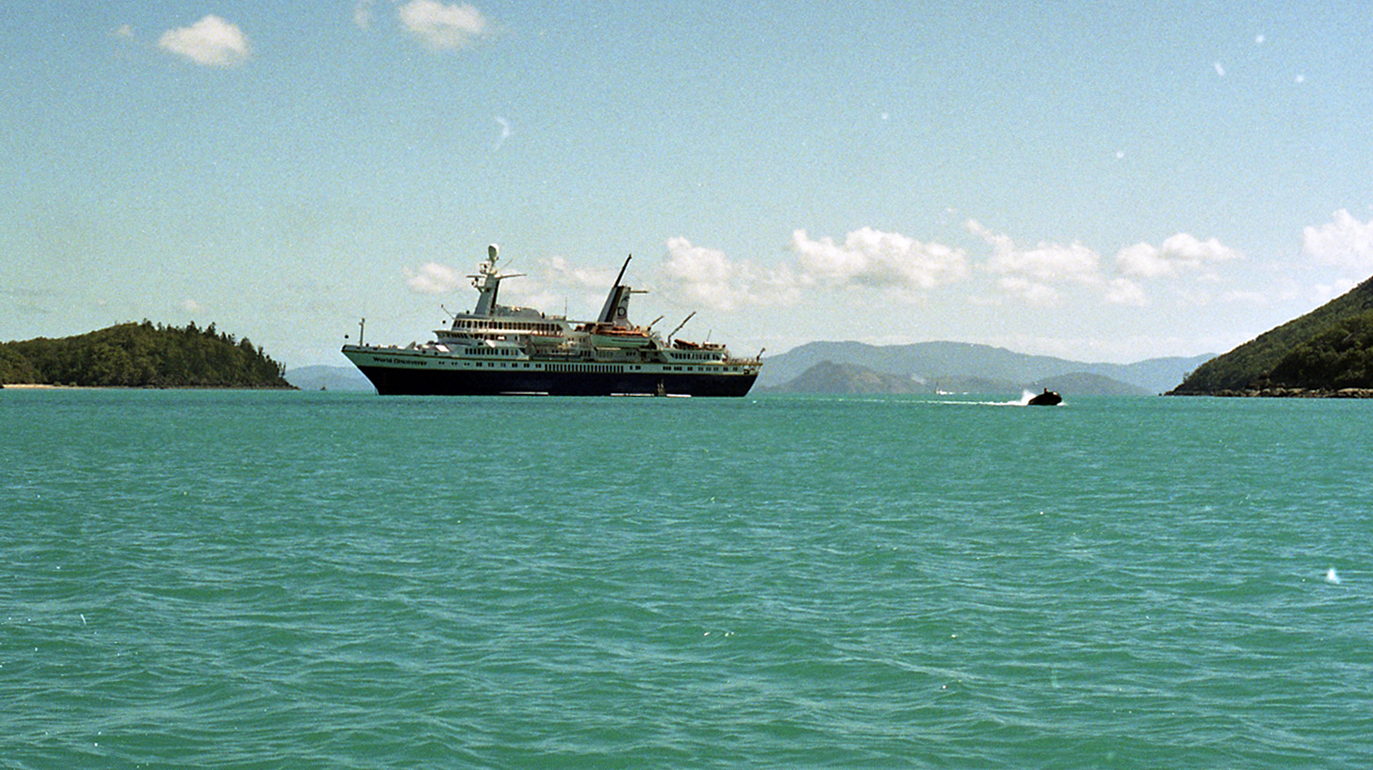
El MS World Discoverer en el año 1990.

De noviembre a febrero (verano austral), el buque realizó cruceros por el hemisferio sur y visitó lugares como la Antártida, las islas Malvinas, Chile y Argentina. De marzo a mayo y de agosto a octubre, el barco recorrió las islas del Pacífico Sur. Entre junio y agosto, el buque recorrió la región de Alaska y también la frontera rusa en torno al mar de Bering. El World Discoverer estaba clasificado como clase de hielo 1A sueco/finlandés, lo que le permitía soportar pequeños impactos de témpanos. El World Discoverer también tenía una autonomía de crucero de 13.000 km (8.100 mi), lo que le permitía recorrer el Paso del Noroeste.

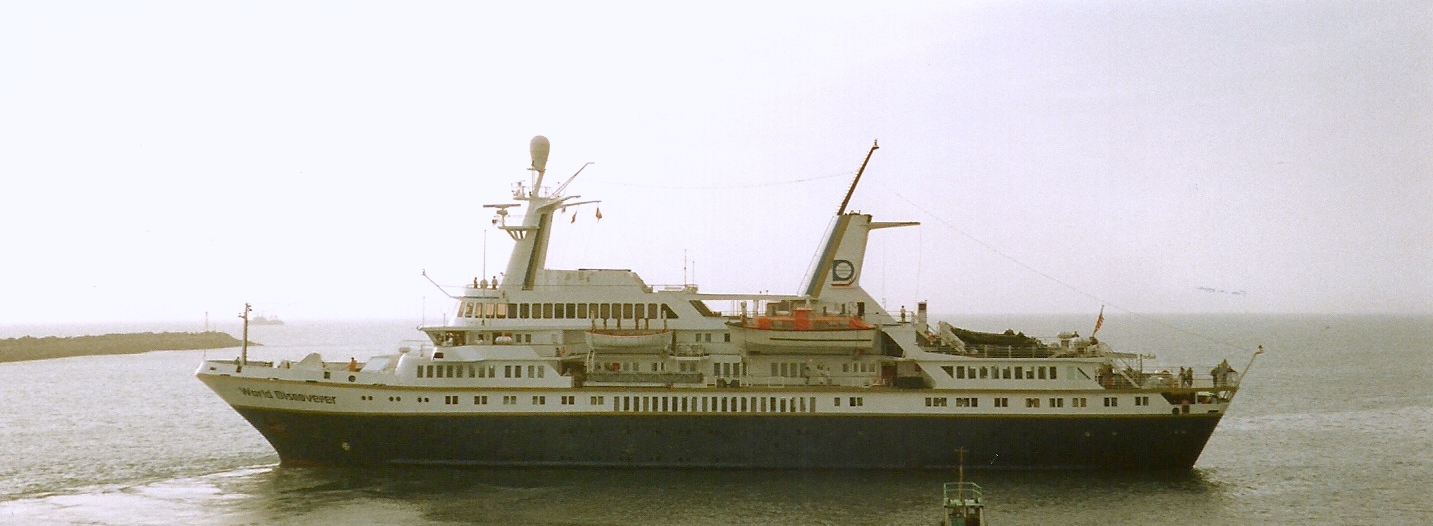
El MS World Discoverer el 29 de octubre de 1993.

El barco estaba capitaneado por Oliver Kruess, que anteriormente había trabajado como primer oficial. Society Expeditions también contrató a un pequeño equipo de experimentados jefes de expedición para responder a las preguntas de los turistas sobre la región, los témpanos de hielo, sus movimientos y los destinos del barco. Una pequeña flota de lanchas neumáticas desembarcaba a los pasajeros en diversas costas para observar la fauna local de la zona. Cada día se realizaban entre dos y tres expediciones a tierra, dirigidas por geólogos, historiadores, naturalistas y biólogos marinos. El barco estaba equipado con una sala de observación, un centro médico con un médico en activo, una biblioteca, una cubierta con una pequeña piscina, un pequeño gimnasio y una sala de conferencias.

## Hundimiento

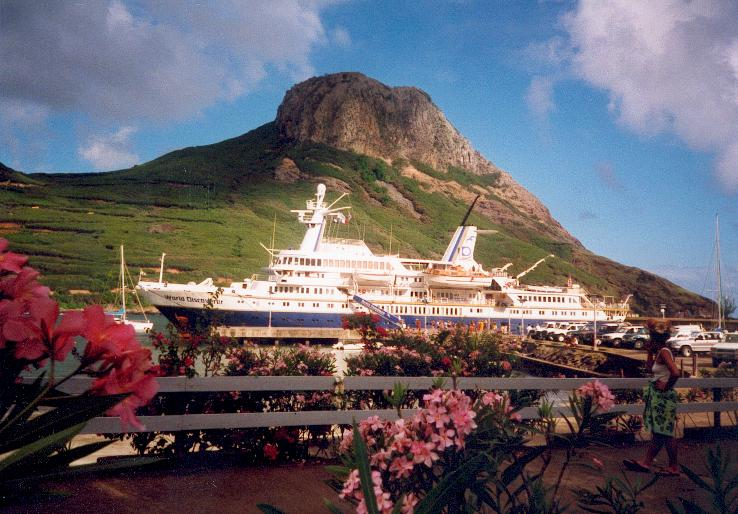
El MS World Discoverer en marzo del 2000.

El 30 de abril de 2000, a las 16.00 hora local (05.00 GMT), el buque chocó contra una gran roca o arrecife inexplorado en el paso de Sandfly (Islas Salomón). El capitán Kruess envió una señal de socorro, que fue recibida en Honiara, la capital de las Islas Salomón. Se envió un transbordador de pasajeros y todos los pasajeros fueron puestos a salvo. El capitán llevó el barco a la bahía de Roderick después de que empezara a escorar 20 grados y lo encalló para evitar que se hundiera. Tras una inspección submarina del barco, el World Discoverer fue declarado siniestro total. Desde entonces, el barco permanece en la bahía de Roderick.
Michael Lomax, presidente de Society Expeditions, felicitó al capitán y a la tripulación por su actuación heroica y profesional, afirmando que habían actuado de forma "ejemplar" durante la crisis. Estaba previsto que el buque se sometiera a su inspección anual en dique seco el 11 de mayo, fecha en la que se habrían completado los trabajos anuales de mantenimiento. También estaban previstas dos suites adicionales en la cubierta de botes y la instalación de un nuevo sistema de protección contra incendios en todo el buque.

## Pecio

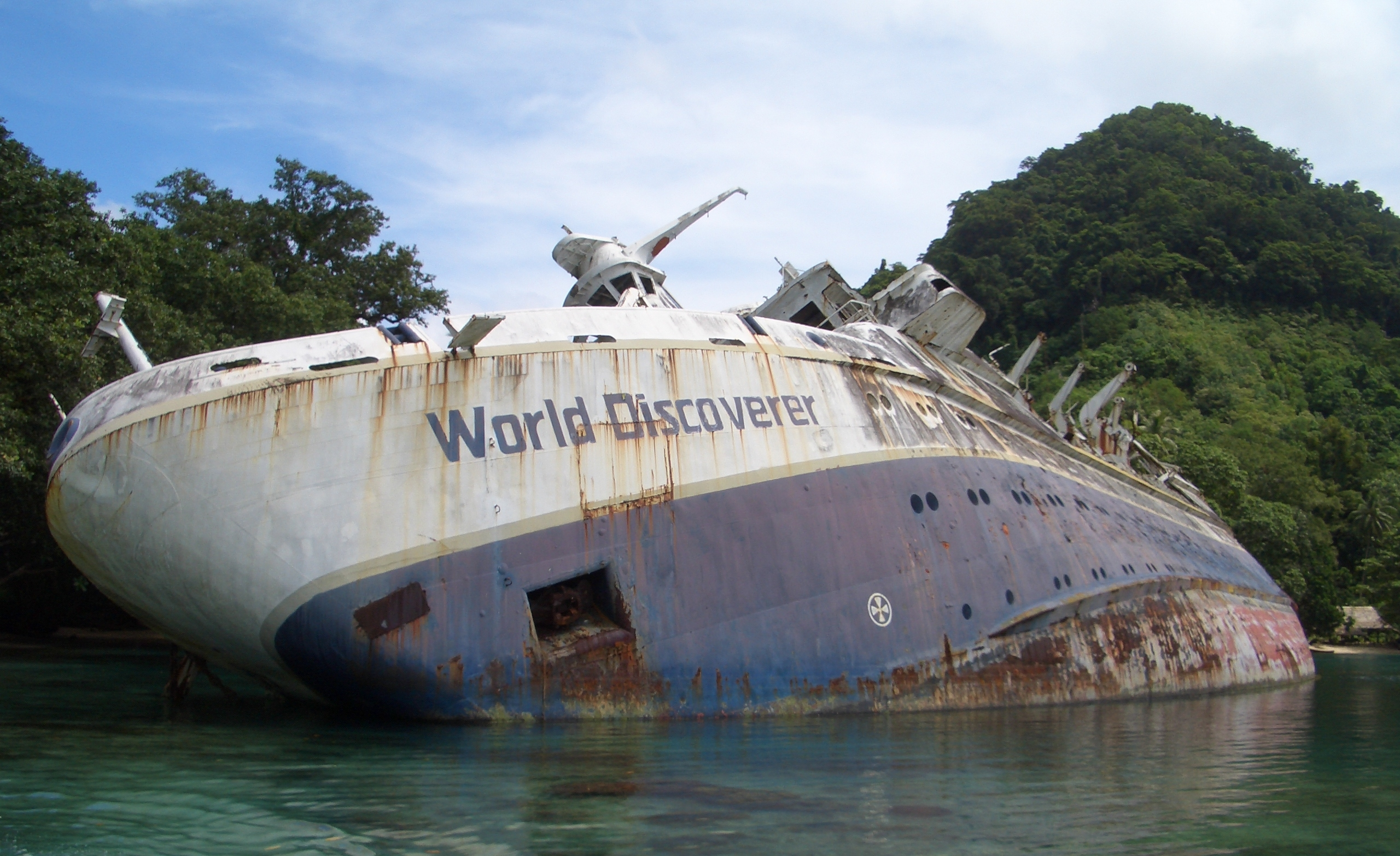
Pecio del MS World Discoverer en julio del 2007.

El World Discoverer todavía se encuentra en la Bahía Roderick de las Islas Nggela con una inclinación de 46°. Las compañías de salvamento más cercanas, estacionadas en Australia, encontraron el barco saqueado por lugareños y otras facciones. Las Islas Salomón estaban atravesando una guerra civil en ese momento. La actividad de las mareas dañó aún más el barco. El barco ha sufrido oxidación en la superficie y se quitaron muchas de las ventanas. El barco se convirtió en una atracción turística para los lugareños de la isla, así como para otras líneas de cruceros que pasan para ver los restos del World Discoverer, incluido el MV Princess II. Se intentó un rescate en 2000, pero "se abandonó después de que se intercambiaron disparos con la tribu local".
A raíz del naufragio, Society Expedition renovó un barco de clase hielo y lo llamó World Discoverer. Se botó en 2002 y reanudó los cruceros. Society Expedition cesó sus operaciones en junio de 2004 después de que los acreedores confiscaran su nuevo barco en Nome, Alaska. Dos semanas después, se acogió al capítulo 7 de liquidación de quiebras. Después de más cambios de nombre, el barco posterior ahora opera como Silver Explorer.